# Eupsilia brunneor-flavomaculata
Eupsilia brunneor-flavomaculata là một loài bướm đêm trong họ Noctuidae.